# Palazzo delle Esposizioni

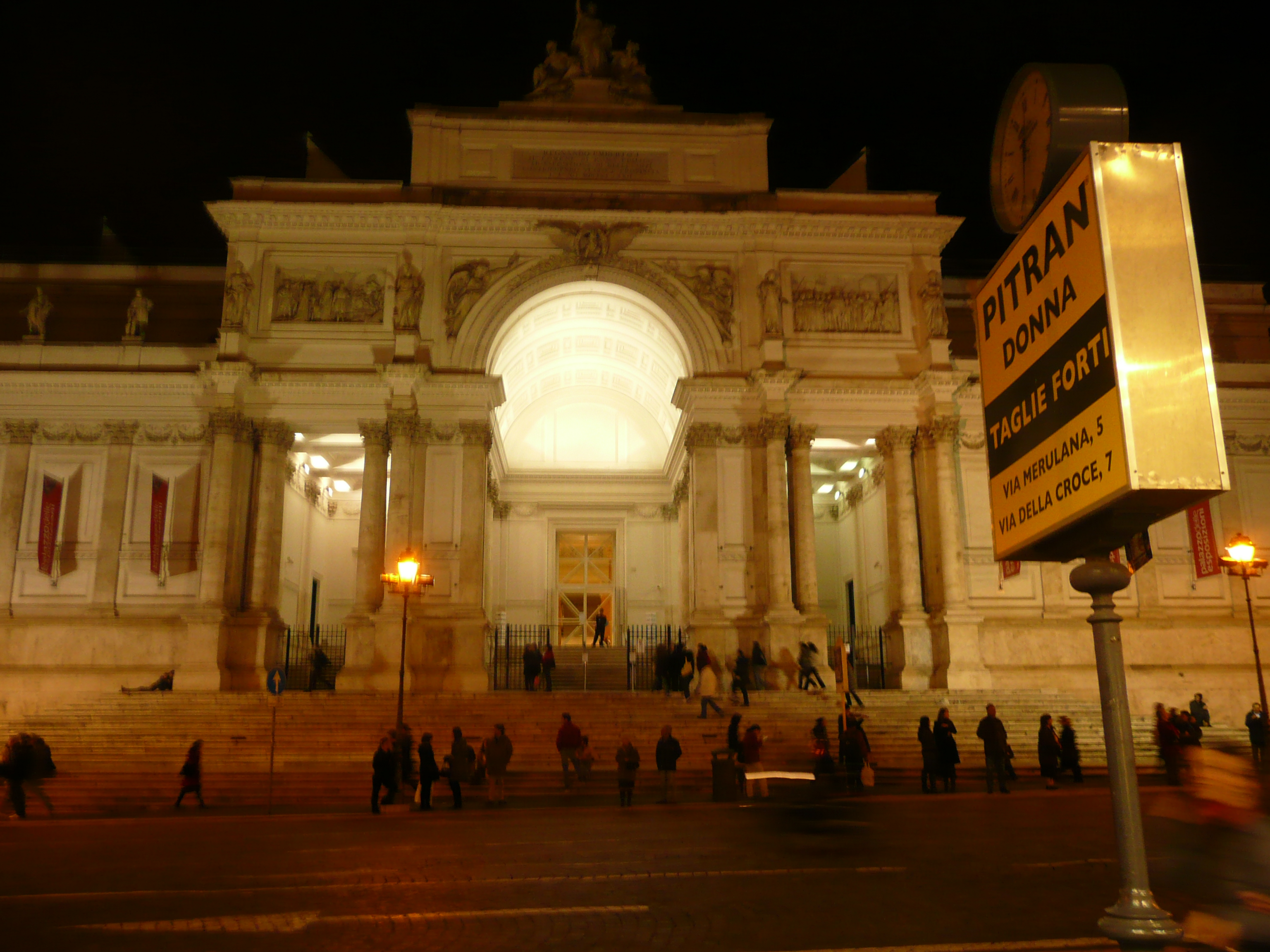
Palazzo delle Esposizioni (vooraanzicht)

Het Palazzo delle Esposizioni is een palazzo en in gebruik als een kunsthal, gelegen aan de Via Nazionale 194 in Rome.

## Geschiedenis
Het Palazzo delle Esposizioni is een van de vele neoclassicistische gebouwen van Rome. Het werd in 1883 gebouwd naar een ontwerp van Pio Piacentini. Vanwege de neo-klassieke uitstraling, die strijdig was met het strengere classicisme van de fascistische periode in Italië, werd het gebouw in de jaren tijdens het bewind van Mussolini weliswaar vaak gebruikt als expositieruimte voor grote, het bewind welgevallige, tentoonstellingen en manifestaties, maar werd het gebouw tijdens zo'n manifestatie voorzien van een ander vooraanzicht.
Na een verbouwingsperiode van 2003 tot 2007, waarin het gebouw grondig werd gemoderniseerd en uitgebreid met een moderne, glazen serre aan de achterzijde ten behoeve van een restaurant, een cafetaria en een bookshop, beschikt de stad Rome nu over een tentoonstellingsruimte voor enkele grote exposities per jaar. De expositieruimte (3000 m²) bevindt zich op de eerste en tweede verdieping.
In het Palazzo delle Esposizioni zijn, naast de tentoonstellingsruimtes, ook een bioscoop (met 139 zitplaatsen), een auditorium voor circa 90 personen en een multifunctioneel forum aanwezig.
Belangrijke tentoonstellingen én echte publiekstrekkers waren:
- de openingstentoonstelling in 1883, met werk van kunstenaars uit die periode
- de tentoonstelling over leven en werk van Garibaldi, in 1932
- de tentoonstelling over de Fascistische Revolutie, in 1932-1934
- de tentoonstelling over Rome ten tijde van keizer Augustus
- een groot aantal edities van de Quadriennale di Roma (een om de vier jaar georganiseerde tentoonstelling van hedendaagse Italiaanse kunst), sinds 1931